# 食宴棋
食宴棋（Clobber），是Michael H. Albert、J.P. Grossman、Richard Nowakowski在2001年推出的棋盤類遊戲，屬於抽象策略遊戲，曾是奧林匹亞電腦遊戲程式競賽項目之一。

## 棋具
| o · x · o · x · o |
| x · o · x · o · x |
| o · x · o · x · o |
| x · o · x · o · x |
| o · x · o · x · o |
| x · o · x · o · x |
| 5*6 格的起始佈置  |

- 棋盤大小為n*m格，全格數為偶數格。

&各方棋子數等於棋盤格數一半，以兩色各代表一方。

## 棋規
- 初始佈置為兩方棋子交錯擺於棋格。
- 每方輪流動一己棋，沿直橫方向移動一格至有敵棋的棋格，並將該枚敵棋移出遊戲。
- 無法行棋者輸掉遊戲。[1]

## 外部連結
- 遊戲介紹 （页面存档备份，存于）
- 線上遊戲 （页面存档备份，存于）
- 遊戲下載